# Kaempferia ovalifolia
Kaempferia ovalifolia är en enhjärtbladig växtart som beskrevs av William Roxburgh. Kaempferia ovalifolia ingår i släktet Kaempferia och familjen Zingiberaceae.
Artens utbredningsområde är Burma. Inga underarter finns listade i Catalogue of Life.